# Pier van Leest
Pier van Leest (Zevenbergen, 1958) is een Nederlands beeldhouwer en medailleur. Hij signeerde zijn werk eerst als Pierrot van L, Pierre en sinds 1998 als Pier, vaak gevolgd door een jaartal.

## Leven en werk
Pier van Leest is een zoon van kunstenaar Niek van Leest (1930-2012). Hij werd opgeleid aan de kunstacademie in Breda en werkte enig tijd bij klokkengieterij Eijsbouts in Asten en bronsbeeldgieterij Binder in Haarlem. Sinds 1980 is hij zelfstandig kunstenaar. Hij maakt vooral figuratieve beelden, waaronder een drietal ter gelegenheid van het 25-jarig jubileum van een woningbouwvereniging in de -voormalige- gemeente Hoogeloon, Hapert en Casteren, gewijd aan Nederlandse spreekwoorden.
Naast beeldhouwer is Van Leest actief als penningkunstenaar; hij ontwierp meer dan 60 (gelegenheids)penningen. Van Leest gaf les aan het Tilburgs Centrum voor Beeldende Vorming en gaf workshops voor de Vereniging voor Penningkunst.

## Enkele werken
Beelden
- 1982 De wijkzuster, Minister Verschuurstraat, Rijsbergen
- 1983 standbeeld Margriet van de Laer, Burgemeester Manderslaan, Zundert
- 1985 De verzorging, Rijserf, Rijsbergen
- 1988 De zalmvisser, Timmersteekade, Geertruidenberg
- 1990 De klokkengieter, Dorpsstraat, Aarle-Rixtel
- 1990 De meet, Lieshout
- 1993 Molenaar (100 cm), Molenplein, Geffen
- 1994 Molenaar (225 cm), Molenplein, Made
- 1994 Bevrijdingsmonument, Hoge Zwaluwe
- 1994 Pools herdenkingsmonument, Made
- 1995 Eigen haard is goud waard, Kerkstraat, Casteren
- 1995 Oost west, thuis best, Torenstraat / Den Bogerd, Hoogeloon
- 1995 Zo 't klokje thuis tikt, tikt 't nergens, Kerkstraat, Hapert
- 1999 Man met geit, Spoorstraat, Dorst
- 2000 De Juffers van Rijsbergen, Lindekensplein, Rijsbergen
- 2001 Jan die Smet van der Diesdunc, ook Jan van Asten, Koningsplein, Asten
- 2010 reliëf Jan van der Eerden en Hein Bergé, Molenstraat / Korenbrugstraat (langs de Binnendieze), 's-Hertogenbosch

Penningen
- 1991 gemeentepenning van Raamsdonk, met Simon van Son, heer van Raamsdonk (vz) en het wapen van Raamsdonk (kz)
- 1996 penning met beeltenis van commissaris der koningin Frank Houben, in opdracht van de gemeente Lieshout die per 1 januari 1997 opging in de gemeente Laarbeek. Op de keerzijde o.a. het wapen van Lieshout en het opschrift "Elk afscheid begint met de geboorte van een herinnering".
- 2008 gemeentepenning van Heusden, penning in ruitvorm, met het wapen van Heusden (vz) en het opschrift "penning gemeente Heusden" (kz)
- 2013 eeuwfeestpenning EUR 1913-2013 in opdracht van de Erasmus Universiteit Rotterdam[3]
- 2017 KNGMP-VPK penning, inschrijfpenning van de Vereniging voor Penningkunst

## Galerij

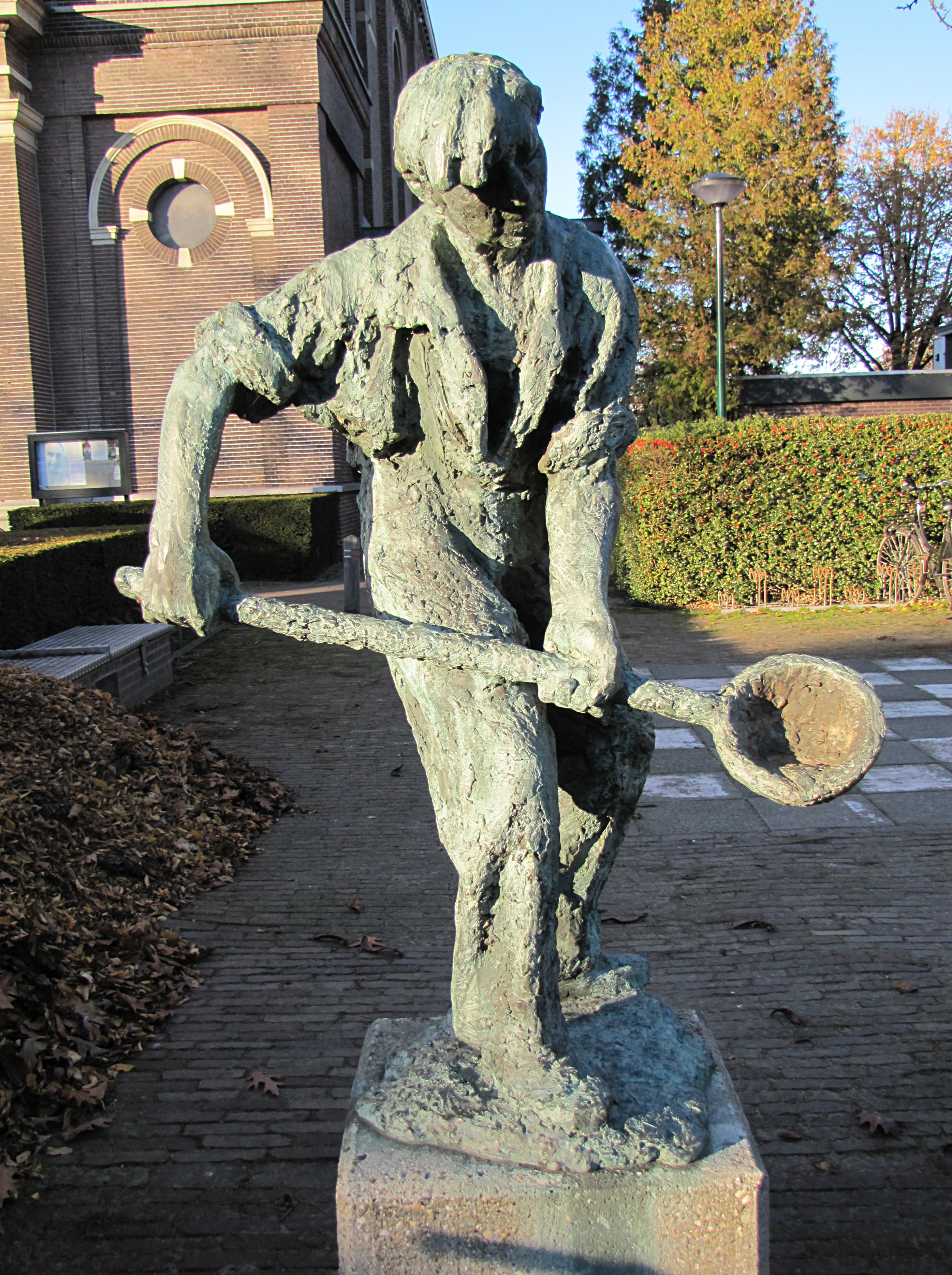
De klokkengieter (1990), Aarle-Rixtel
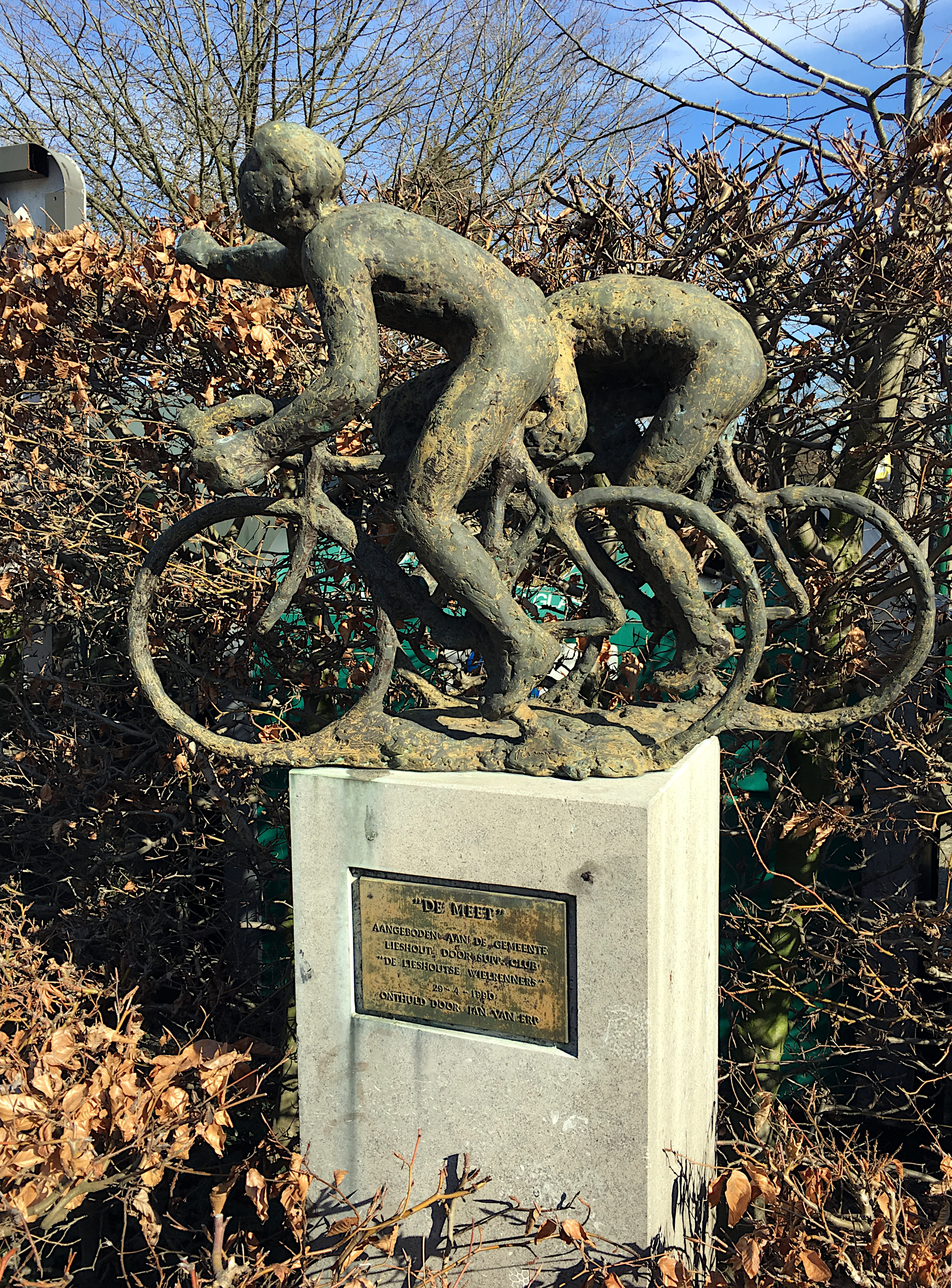
De meet (1990), Lieshout
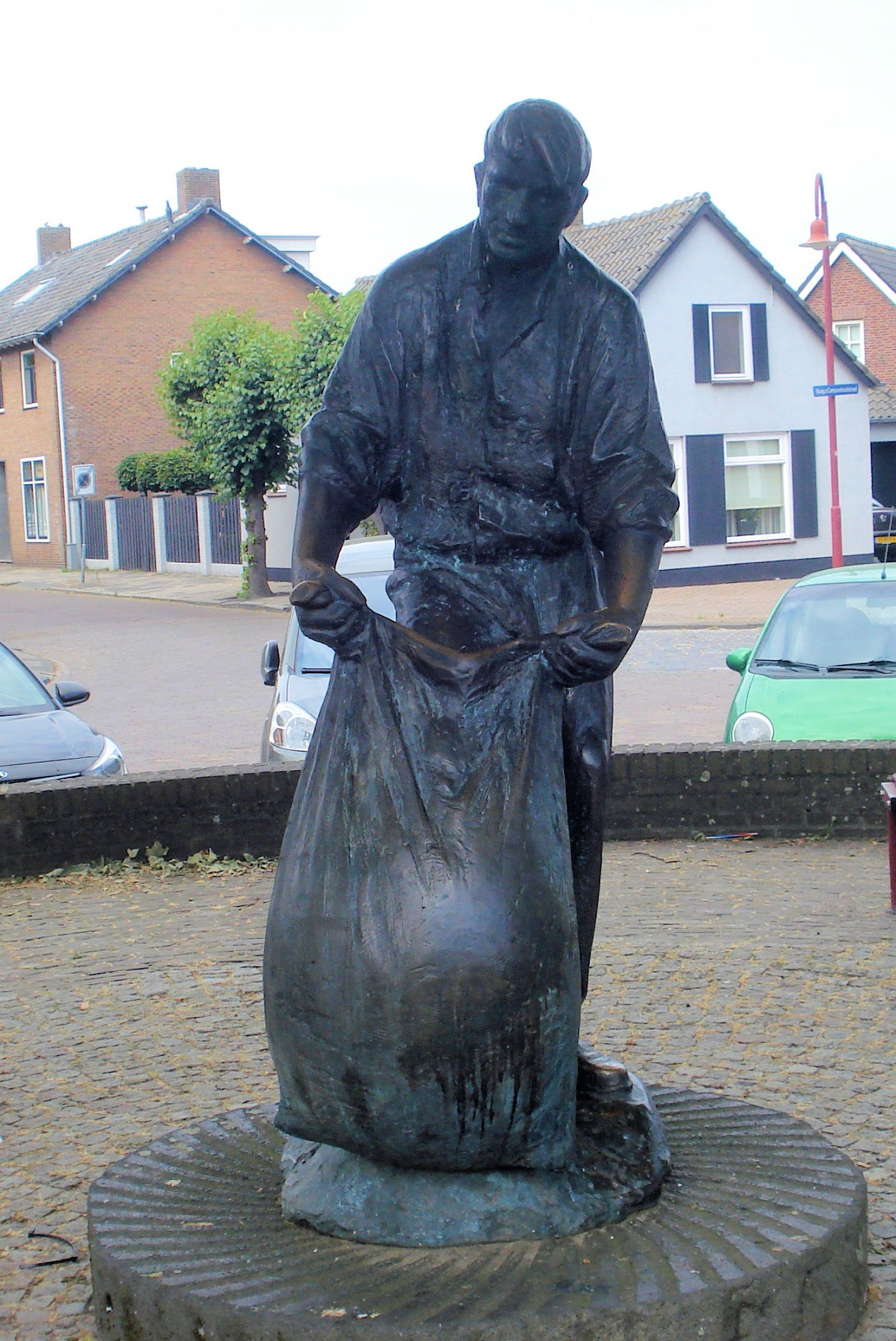
Molenaar (1994), Drimmelen
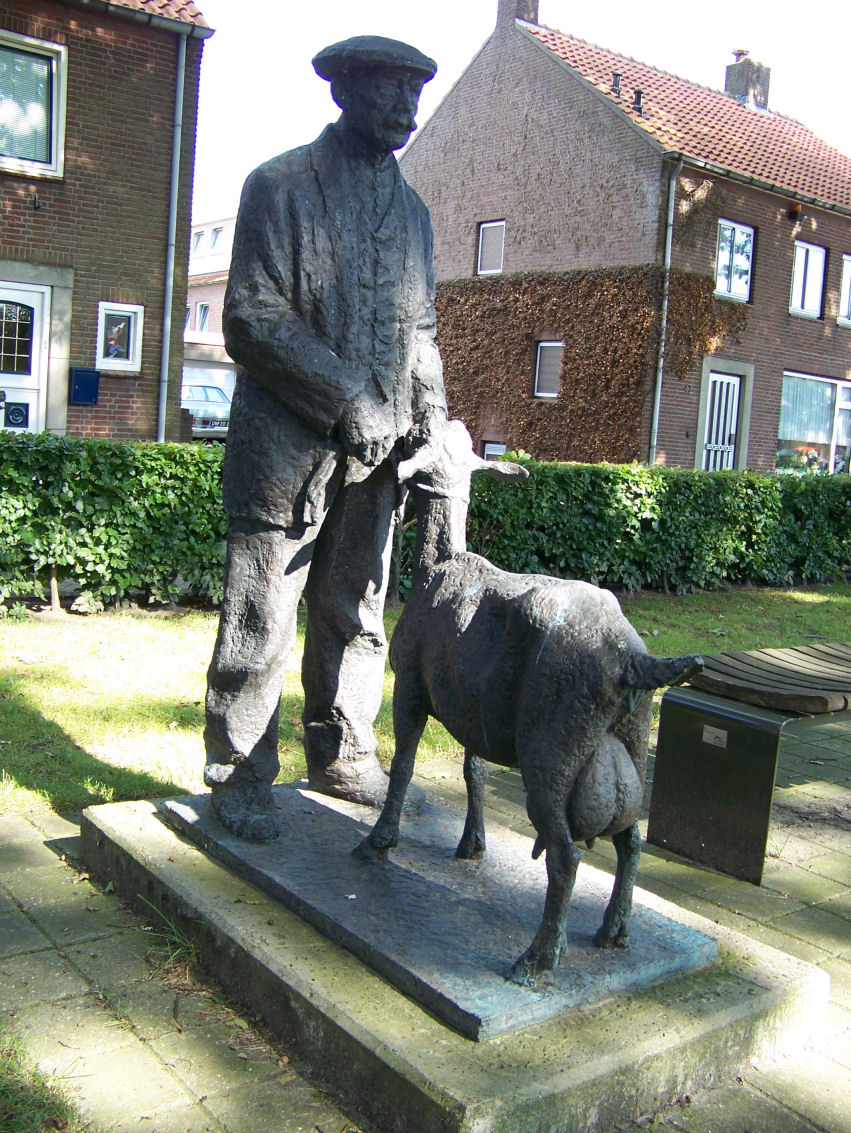
Man met geit (1999), Dorst
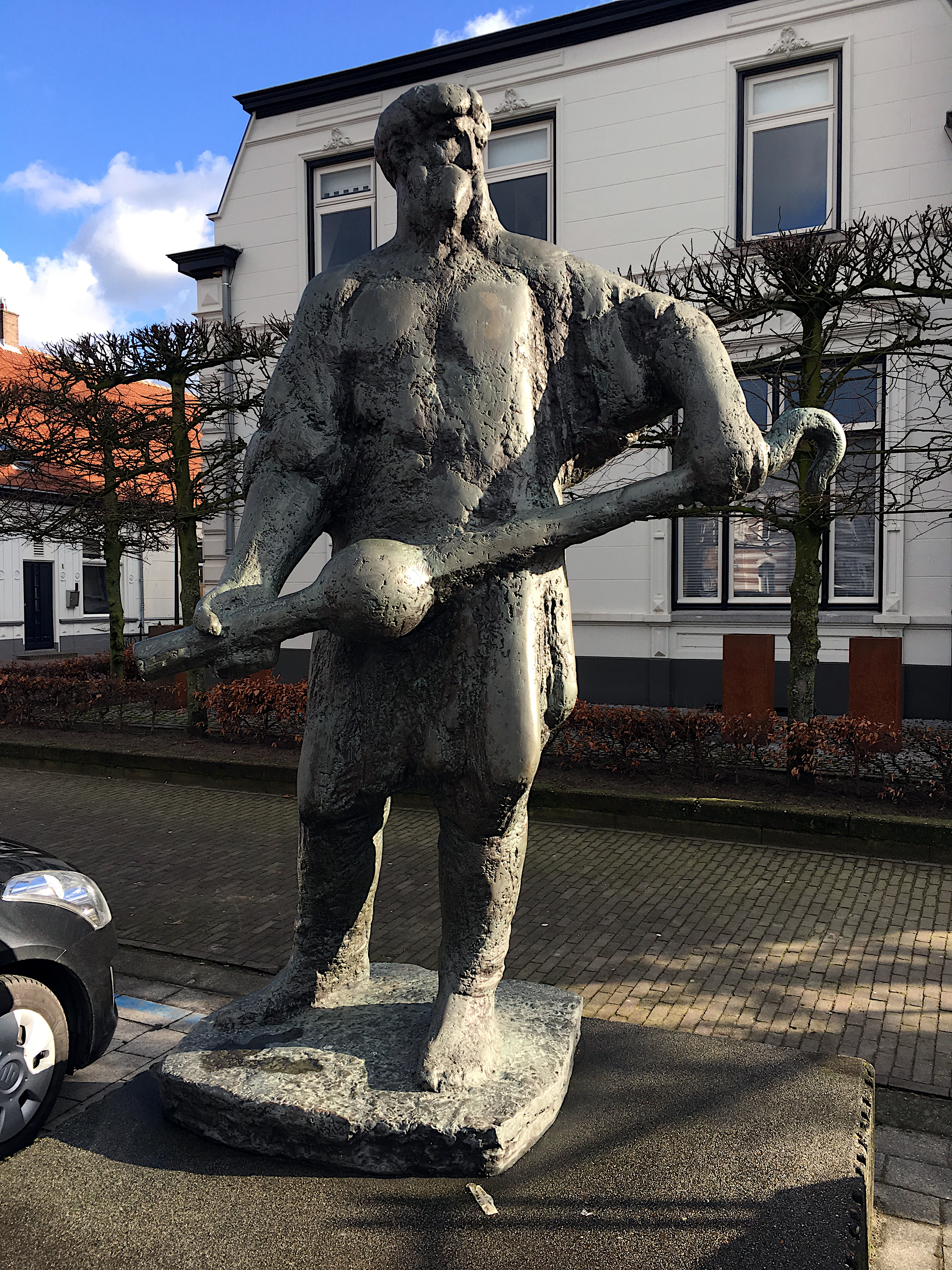
Jan die Smet (2001), Asten